# Pantà de Suquets de Baix Est
El pantà de Suquets de Baix Est és un pantà artificial totalment naturalitzat, delimitat per una mota de terres perimetral, que es troba sec habitualment i ha donat lloc a un extens canyissar i a una interessant vegetació salobre, amb poblaments d'ocells remarcables. Es tracta d'una zona interessant per la biodiversitat que aporta en una zona on predomina, de forma aclaparadora, l'agricultura cerealista amb caràcter intensiu. Anteriorment, el pantà de Suquets de Baix Est i el pantà de Suquets de Baix Oest formaven part d'una única zona humida, de codi 1421800.
El pantà té una forma aproximadament quadrada i una superfície de 7,73 Ha. Està situat a 500 metres del camí del Fondo de Sucs i la carretera d'Almacelles a Sucs. Es troba molt colmatat de sediments i, a més, sembla haver-se deixat d'utilitzar per a usos agraris, de manera que roman gairebé sempre eixut o amb molt poca aigua.
Pel que fa a la vegetació, destaca la presència d'un extens canyissar, amb nombrosos tamarius. Hi ha també claps de jonqueres i, a les parts perifèriques, matollars d'espècies nitro-halòfiles com el siscall (Salsola vermiculata), el salat fruticós (Suaeda fruticosa) i el salat blanc (Atriplex halimus), que contribueixen a augmentar-ne l'interès florístic.
Segons la cartografia dels hàbitats de Catalunya, a la zona apareixen els següents hàbitats d'interès comunitari:
- 1410 Prats i jonqueres halòfils mediterranis (Juncetalia maritimi)
- 1420 Matollars halòfils mediterranis i termoatlàntics (Sarcocornetea fruticosae)
- 1430 Matollars halonitròfils (Pegano-Salsoletea)
- 92D0 Bosquines i matollars meridionals de rambles, rieres i llocs humits (Nerio-Tamaricetea)

Respecte al poblament faunístic, destaca la nidificació més o menys regular d'espècies com l'arpella (Circus aeruginosus) o l'agró roig (Ardea purpurea) i s'hi observen espècies poc freqüents, com el mitjaire (Remiz pendulinus). Així mateix, durant els passos migradors i a l'hivern acull importants concentracions de limícoles i anàtids.
A la zona s'observen alguns abocaments de runes. També són visibles infraestructures relacionades amb el reg, actualment en desús. En general, l'estat de conservació és bo, tot i que poden produir-se efectes negatius derivats de captacions excessives del nivell freàtic, així com processos de contaminació de les aigües (per productes fitosanitaris, etc.).
El Pantà de Suquets de Baix Est forma part de l'espai de la Xarxa Natura 2000 ES5130017 "Basses de Sucs i Alcarràs".